# Dicranum schwaneckeanum
Dicranum schwaneckeanum là một loài rêu trong họ Dicranaceae. Loài này được Hampe mô tả khoa học đầu tiên năm 1853.